# Зоран Живковић (певач)
Зоран „Зоки“ Живковић (град Гњилане, Косово и Метохија, СФРЈ, 22. октобар 1972), познатији као „Зоки“, је српски фолк певач.

## Биографија
Детињство је провео на Косову, а од 1983. је прешао да живи у Јагодину, музиком се почео бавити у КУД-у „Каблови“ из Јагодине. Доста удела у његовом музичком сазревању имао је и оркестар „Шумадија“. Од 1996. године живи у Цириху у Швајцарској.
Први дебитантски албум снимио је 2001. године за музичку кућу „Голд“ под називом „Цар и царица“.

## Дискографија
- 2001: Цар и царица
- 2003: Брате побратиме
- 2005: Лисица
- 2008: Чувари улице
- 2012: Као и пре